# Sponton

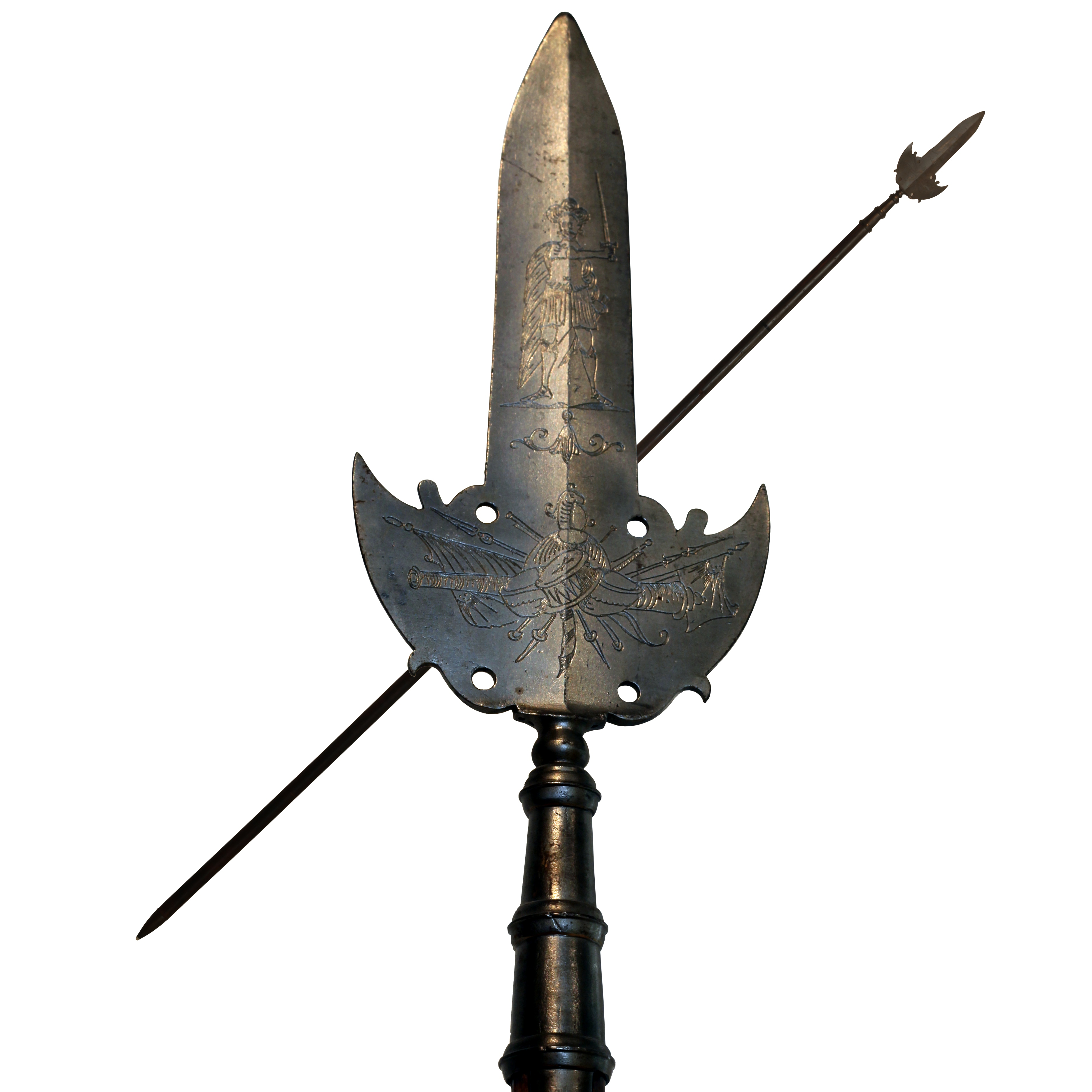
Sponton z první poloviny 18. století

Sponton je dřevcová zbraň používaná evropskými vojsky od poloviny 17. do začátku 19. století. Celková délka byla okolo dvou metrů. Základem zbraně byla listová čepel se dvěma různě tvarovanými výběžky upevněná k ratišti. Podobala se další dřevcové zbrani partyzáně, ale obvykle měla menší čepel a byla kratší. Ač bezpochyby prvotním účelem spontonu byl boj na kratší vzdálenost, později sloužil především jak odznak hodnosti důstojníků pěchoty. Důstojníci ho využívali v bitvách k udržování linií, odstupů a formací jako řadovými vojáky dobře viditelný objekt a mimo bojiště při přehlídkách a při zdravení. Spontonem byly vybaveny rovněž některé palácové stráže. 